# Hyperphagie
Hyperphagie bezeichnet ein Phänomen, das als Essstörung und Zivilisationskrankheit bezeichnet wird, wobei ohne Hungergefühl, teils auch chronisch übermäßig gegessen wird.

## Forschungshintergrund
Unter-, Fehl- und Überernährung sind weltweite Probleme, welche an Relevanz gewonnen haben. Essstörungen und die mit ihnen verbundenen Komorbiditäten haben einen immer größeren Anteil an den Gesamtkrankheitskosten. Speziell die Adipositas wird nicht immer als Krankheit angesehen und als Ursache vieler Krankheitsbilder mit Spätfolgen nur unzureichend präventiv behandelt. Übergewicht und Adipositas bedeuten eine Herausforderung für die heutige Medizin sowie für die Chemie-Forschung. Bereits ein geringfügiges Übergewicht erhöht Morbidität und Mortalität durch die Förderung von Risikofaktoren und Stoffwechselerkrankungen. Nach neueren Untersuchungen ist die durchschnittliche Lebenserwartung bei Vorliegen von Adipositas im Alter von 40 Jahren um sieben Jahre reduziert. Der Zusammenhang zwischen Adipositas und koronarer Herzkrankheit, Hypertonie, Lipidstoffwechselstörungen, degenerativen Gelenkveränderungen und Diabetes-mellitus-Krankheiten ist unbestritten. Doch trotz der Aufklärung über die Gefahren von Übergewicht und Adipositas sowie verschiedenen Kampagnen für einen gesünderen Lebens- und Ernährungsstil, ist die Prävalenz der Adipositas in den letzten Jahren gestiegen.
Die Nahrungsaufnahme ist viel komplexer reguliert als nur durch periphere und zentrale Mechanismen. Es handelt sich
um ein Zusammenspiel aus physiologischen und genetischen Komponenten, aus einer Mischung aus Lebensstil und psychologischen Faktoren sowie von Zusammensetzung und Schmackhaftigkeit der angebotenen Nahrungsmittel. Mahlzeiten sind nicht immer auf Hunger und Appetit zurückzuführen, sondern auch auf Gewohnheiten, Tageszeiten, Stress, Bequemlichkeit oder Sucht/Lust. Der homöostatische Einfluss auf die Nahrungsaufnahme kann dann auf die Kontrolle der Energieaufnahme während der Mahlzeit limitiert sein. Geschmacks- und Geruchssensoren im oronasalen Bereich leiten ihre Informationen über den Hirnstamm und den Thalamus an den Cortex, das limbische System und den lateralen Hypothalamus weiter. Das Belohnungssystem im menschlichen Gehirn ist sehr komplex und besteht zum Großteil aus Interaktionen zwischen Opioid-, Dopamin- und Cannabinoidsystem. Opiatantagonisten reduzieren beim Menschen die Schmackhaftigkeit der Nahrung, ohne dabei das subjektive Hungergefühl zu beeinflussen.
Fehlendes Dopamin führt bei Mäusen zu Hypophagie. Die appetitsteigernden Effekte z. B. von Cannabis sind bekannt. Seine endogenen Analoga, die Endocannabinoide, zeigen ebenfalls orexigene, das heißt, den Appetit steigernde Einflüsse. Da Leptin den Serotoninumsatz zu erhöhen scheint, könnte theoretisch ein Teil seiner gewichtssenkenden Effekte auch durch Serotonin vermittelt werden.

## Ursachenforschung zu Suchtauslösern in Lebensmitteln
In der Forschung werden für die Hyperphagie verschiedene Ursachen angenommen. An der FAU Erlangen-Nürnberg wurden hierzu verschiedene, teils aufeinander aufbauende Studien durchgeführt, die auch in der Presse vielfach zitiert werden. In den zitierten Studien wurde im Jahr 2013 zunächst belegt, dass das unbändige Essverlangen nicht allein auf einen hohen Anteil von Fett und Kohlenhydraten zurückgeführt werden kann. Später zeigte sich, dass vor allem auch das Verhältnis von Fett und Kohlenhydraten nach der Formel 35:45 oder auch 35:50 (Fett:Kohlenhydrate) ausschlaggebend ist. Gleichwohl gehen die Forscher davon aus, dass in vielen Snacks, die dieses Verhältnis aufweisen, weitere Faktoren eine Rolle spielen. Dies ergibt sich aus Vergleichen von besonders begehrter Nahrung, wie Chips, mit anderer Testnahrung, welche dasselbe suchtmachende Verhältnis aufweist. Darüber hinaus spielten individuelle Neigungen, Konstitutionen und die persönliche Fähigkeit zur Zurückhaltung eine Rolle. Die Versuche wurden zunächst mit Ratten, später auch mit Menschen durchgeführt. Auch auf einer Tagung der American Chemical Society in New Orleans im April 2013 wurde ausgeführt, dass die dort untersuchten Kartoffelchips noch nicht definierte Eigenschaften oder Inhaltsstoffe aufweisen müssten, die stimulierend auf das Belohnungssystem unseres Gehirns wirkten.
Aus solchen Forschungen könnten Erkenntnisse über die Entstehung der Hedonistischen Hyperphagie gewonnen werden. Kartoffelchips gehören neben anderen Snacks zu den Lebensmitteln, die oftmals ohne wirkliches Hungergefühl aufgenommen werden. Dabei jedoch ist nach den oben zitierten Studien der hohe Gehalt an Fetten und Kohlenhydraten nicht der Hauptgrund für dieses Phänomen. Nach dem Verzehr von Kartoffelchips zeigten Ratten im Experiment viel Aktivität, um an weitere Chips zu gelangen, weil das Belohnungszentrum des Hirns "wie im Drogenrausch" aktiviert worden sei.
Das entscheidende Moment der bekannten Hyperphagie bestehe also darin, dass es sich bei dieser Art Essstörung nicht um eine Angewohnheit oder um den Versuch handelt, ein (z. B. individuell nicht vorhandenes) Sättigungsgefühl zu erleben, sondern über die Stimulation des Lustzentrums selbst ein Essbedürfnis geschaffen werde. Zur Vermeidung solcher Auswirkungen könnte man im Anschluss an entsprechende weitere Forschungsergebnisse Nahrungsmitteln künftig Substanzen beimischen, die den "Lustfaktor" blockieren und so zu einem maßvolleren Konsum der Snacks führen. Zudem nutzbringend wäre es, wenn es gelänge, den Heißhunger auf gesunde Nahrungsmittel zu steigern.